# Étienne de Joinville
 Étienne de Joinville, né au XIe siècle et mort en 1124, est un religieux bénédictin français, moine de l'abbaye de Saint-Claude et plus tard abbé de l'abbaye Saint-Pierre de Bèze de 1088 à sa mort.

## Biographie
Issu de la famille de Joinville, il est le fils de Geoffroy Ier de Joinville et de son épouse Blanche de Reynel, fille d'Arnoul, comte de Reynel et de Dame ? de Fouvent. Il est le frère de Hilduin de Joinville ou Houdouin, seigneur de Nully, tué en 1055, de Geoffroy II de Joinville et de Roger.
Il entre très jeune en religion, suivant Simon de Valois à l'abbaye de Saint-Claude où il restera 10 ans, puis se rend pour une année à l'abbaye de Cluny auprès de Guy, son oncle, Grand-prieur des lieux, et lorsque celui-ci est choisi pour devenir abbé de l'abbaye Saint-Jean de Montierneuf de Poitiers, il l'accompagne. Il retourne ensuite comme ermite à son monastère. Il devient prieur du prieuré de Bar-sur-Aube et l'évêque de Langres : Robert de Bourgogne, le nomme abbé de l'abbaye de Bèze en 1088, où il restera jusqu'à son décès en 1124.
C'est un homme à la forte personnalité. Sous son abbatiat eut lieu la restauration de l'abbaye et la récupération de plusieurs dépendances. Il fit agrandir l'église de son monastère jusqu'à la rivière.
C'est sous son abbatiat qu'eut lieu la consécration du grand autel le 18 février 1107 par le pape Pascal II, ainsi que la consécration par l'évêque de Langres : Joceran de Brancion, de l'église le 1er juin 1119
Le texte de son épitaphe était le suivant :

«  Abbas ecclesiam venerabiliter renovavit

Dum res ecclesiæ pro posse suo decoravit
Stephanus ecclesiæ caput extendit super amnem
 »